# Station Vandières
Station is een spoorwegstation in de Franse gemeente Vandières.